# Laktoza
Laktóza ali mléčni sládkor je disaharid, ki se nahaja v mleku in mlečnih izdelkih. V telesu se mora razgraditi v prebavnem traktu s pomočjo encima laktaze, da se lahko absorbira. V kravjem mleku ga je okoli 5 odstotkov v človeškem pa 6 odstotkov.
Pridobljena je iz sladke ali kisle sirotke. Ime izhaja iz lac ali lactis, ki je latinska beseda za mleko, končnica –ose se uporablja za ime sladkorjev. Kemijsko je disaharid sestavljen iz glukoze in galaktoze z empirično formulo C12H22O11 ter molekulsko maso 342.3 g/mol.

## Delovanje
Laktoza je zelo pomemben sladkor zaradi njegove prisotnosti v mleku človeka in domačih živali. Laktoza je koristna kot osnovno hranilo in kot glavna sestavina v podpihovalnih procesih ki so vodili do produkcije mlečnih izdelkov, kot so jogurti in kefir. V nekaterih primerih je laktoza tudi problematična, ker je osebe, ki imajo laktozno netoleranco in galactosemijo ne morejo prebavljati, zaradi pomanjkanja encimov. Študije biokemičnih reakcij ki so vodile do sinteze in do asimilacije laktoze so odkrile dragocene modele za razumevanje biosintetskih in kataboličnih procesov. Laktazni- hidrolizni encimi so strukturno in filogenetično sorodni z različnimi tipi betagalaktozitaze in bakterijskih celobiaz, ki so vključeni v encimsko degradacijo celuloze. Biotransformacija laktoze, kot encimski ali podpihovalni proces je pomembna za različne tipe industrijskih aplikacij v mlečni in farmacevski industriji.

## Zgodovina
Laktozo v mleku je leta 1619 odkril Fabriccio Bartoletti, Carl Wilhelm Scheele pa jo je leta 1780 opredelil kot sladkor.

## Struktura in reakcije
Laktoza je disaharid, ki izhaja iz kondenzacije galaktoze in glukoze, ki tvorita β-1 → 4 glikozidno povezavo. Njeno sistematično ime je β-D-galactopyranosyl-(1 →4)-D-glukoza. Glukozo najdemo lahko v α-pyranose obliki ali β-pyranose obliki, medtem ko galaktozo poznamo le β-pyranose obliki. α-laktoze in β-laktoze se nanašajo le na anomerično obliko obroča glucopyranose. Laktoza hidrolizira v glukozo in galaktozo, izomerizirana v alkalnih raztopinah pa nam da laktulozo, in katalitično hidrogenirana v ustrezno večhidroksilnih alkoholih, tvori lactitol.

## Izolacija
Laktoze, kot stranski proizvod mlečne industrije, se proizvede več milijonov ton letno. Sirotka je izdelana iz največ 6,5% trdne snovi, od katerih je 4,8% laktoze, ki jo lahko očistimo s kristalizacijo.
Sirotka ali mlečna plazma je tekočina, ki ostane po kisanju mleka, na primer v proizvodnji sira. Laktoza predstavlja približno 2-8% teže mleka.
Laktoza je prečiščena iz sirotke z dodajanjem etanola. Je netopna v etanolu.

## Katabolizem
Dojenčki oz. mladiči sesalcev pijejo materino mleko, ki je bogato z laktozo. Črevesne resice izločajo encim laktaze (β-D-galaktozidaze), da jo prebavijo. Ta encim razcepi laktozne molekule v dve podenoti, to sta enostavna sladkorja glukoza in galaktoza, ki se lahko absorbirata.
Ker se laktoza pojavlja predvsem v mleku, se pri večini sesalcev proizvodnja laktaze postopoma zmanjšuje z zrelostjo zaradi pomanjkanja konstantne porabe.
Veliko ljudi iz Evrope, zahodne Azije, Indije, in delov vzhodne Afrike ohranjajo proizvodnjo laktaze tudi v odrasli dobi. V mnogih od teh področjih, predstavlja mleko sesalcev, kot so govedo, koze, ovce, vir hrane. V teh regijah so bili geni za vseživljenjsko proizvodnjo laktaze najprej razviti. Geni laktozne tolerance so se razvili neodvisno v različnih etničnih skupinah. Več kot 70%  odraslih zahodnoevropejcev lahko pije mleko, medtem ko se pri prebivalcih z območja Afrike, vzhodne in jugovzhodne Azije ter Oceanije zmanjša na manj kot 30%.  Pri ljudeh z laktozno netoleranco se laktoza ne razgraja in s tem povzroča nastajanje plinov v črevesni flori, kar povzroča napenjanje, vetrove, prebavne motnje in druge simptome.

## Uporaba
Uporaba čiste laktoze kot tudi laktoze, ki je stranski mlečni proizvod, v živilski industriji se je izrazito povečala v 1960. letih. Takrat so začeli laktozo uporabljati tudi kot stabilizator arom in farmacevtskih proizvodov. Prečiščeno laktozo se uporablja tudi kot visokokalorični dodatek.
Laktozo uporabljajo tudi med varjenjem piva, saj jo včasih uporabljajo za sladkanje močnega piva, saj se ne fermentira v pivo. Takšno pivo imenujemo tudi mlečno ali kremno pivo.
Uporaba laktoze je pomembna tudi  v farmacevtski industriji, kjer jo dodajajo  tabletam, da jih napolnijo, zaradi fizičnih lastnosti, kot npr. stisljivost, in tudi zaradi nizke cene.